# 一萬田鑑實
一萬田鑑實（？—1588年），是日本戰國時代到安土桃山時代的武將。豐後國大友氏的家臣。一萬田一族的當主。小牟禮城城主。鳥屋山城城主。官銜為兵部大輔、美濃守。父親是一萬田親實(鑑相)，高橋鑑種及宗像鑑久為其叔父。弟弟有鑑景、鑑通、鎮之，子為鎮實、統賢。家督讓給嫡子鎮實後，擔任鳥之鼻城主，繼承橋爪鑑種(秋田)家族，改名為橋爪鑑實，法名是宗慶。
初期仕於大友義鑑，與父親一起拜領義鑑之偏諱，改名為鑑實（父親親實也改名為鑑相）。義鑑死後繼續仕於義鎮(宗麟),後依照義鎮之命於天文22年(1553年)繼任家督，雖然父親鑑相和叔父·宗像鑑久都被義鎮所殺，但鑑實不恨義鎮(宗麟)而繼續服侍，天文19年(1550年)參與討伐菊池義武，以及弘治3年(1557年)討伐秋月文種有功，勇名遠播（大約這期間繼承橋爪氏）。永祿11年(1568年)時叔父·高橋鑑種造反，也相當支持宗麟討伐鑑種。永祿12年(1569年)多多良濱之戰與毛利軍的戰鬥，與嫡子一萬田鎮實、朽網鑑康，一起擊退了乃美宗勝及桂原重。天正6年(1578年)的耳川之戰擔任殿軍。根據那些的功績，成為加判眾及宗麟的親信而活躍。天正14年(1586年)與島津氏的作戰(豐薩合戰)也，包括一萬田一族在內的許多將領接連叛變，只有鑑實留在大友方並取得了戰功。
可是，天正16年(1588年)，突然被大友義統命令自殺。據說是由於豐薩合戰期間，同族的一萬田紹傳叛變而受到株連影響。